# Germa

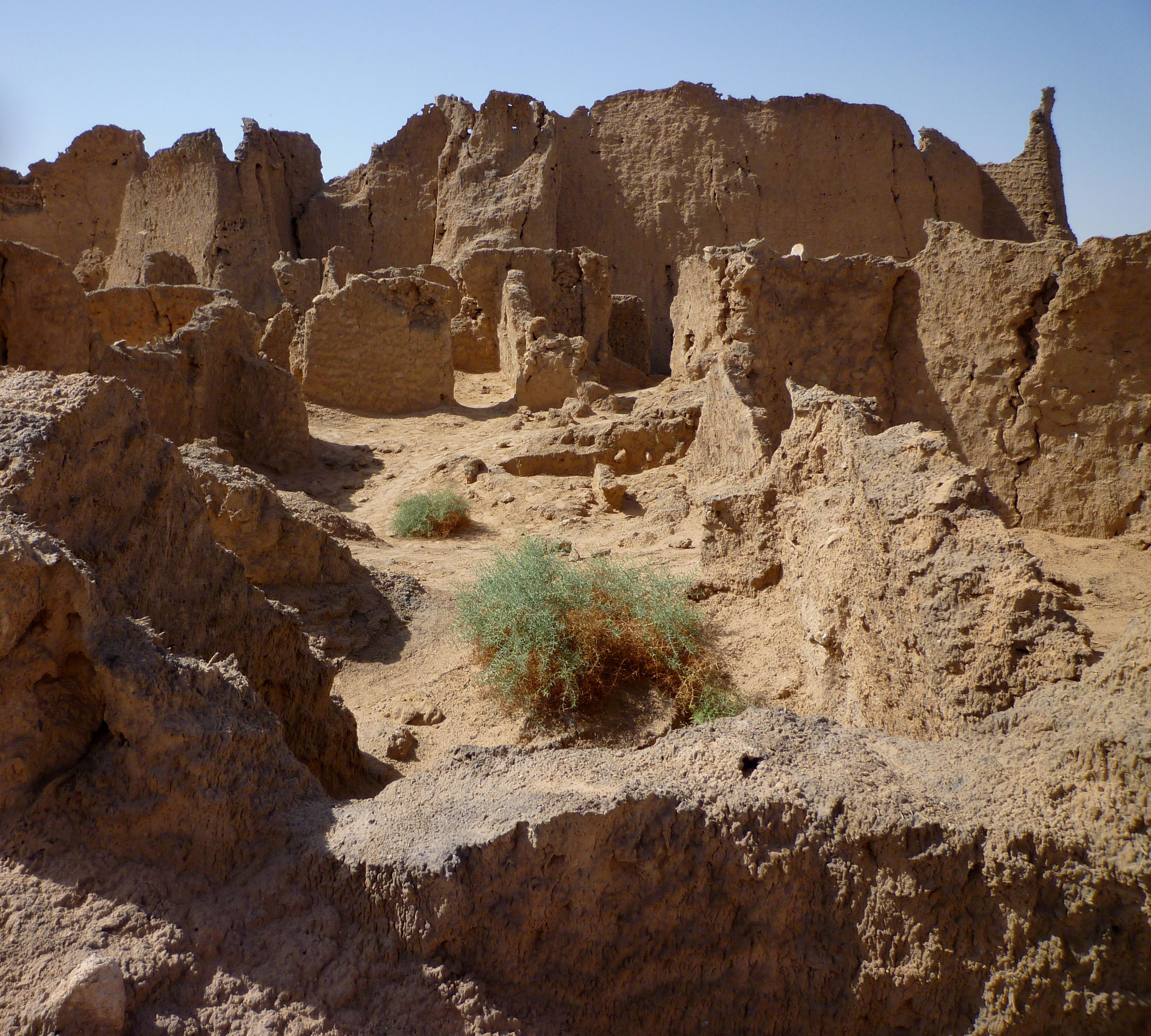
Ruinas de la ciudad.

Germa, conocida en la antigüedad como Garama, es un yacimiento arqueológico en Libia y fue la capital de los garamantes.
Los Garamantes fueron un pueblo bereber en Fezán en el noreste del Sahara (actual Libia), originarios de la región del Tibesti, del Sahara. El poder garamantiano terminó durante los siglos II y III, a menudo en conflicto con el Imperio romano hacia el norte. Los Garamantes hicieron razias a través de frontera africana de Roma, el Limes Tripolitanus, y se retiraban a la seguridad del desierto. Sin embargo, en 203 el emperador romano Septimio Severo lanzó una campaña en el Sahara, capturando Garama, pero lo abandonó poco después.
Fue conquistada por Uqba ibn Nafi en 49 AH (c. 669).
Más recientemente, se han realizado trabajos arqueológicos en Germa en el Proyecto Fazzan del profesor David Mattingly, que ha continuado el trabajo de Charles Daniels y Mohammed Ayoub. El Proyecto Fazzan va al segundo de los 4 volúmenes previstos basados en su trabajo.